# Cerco de Corfu (1798-1799)

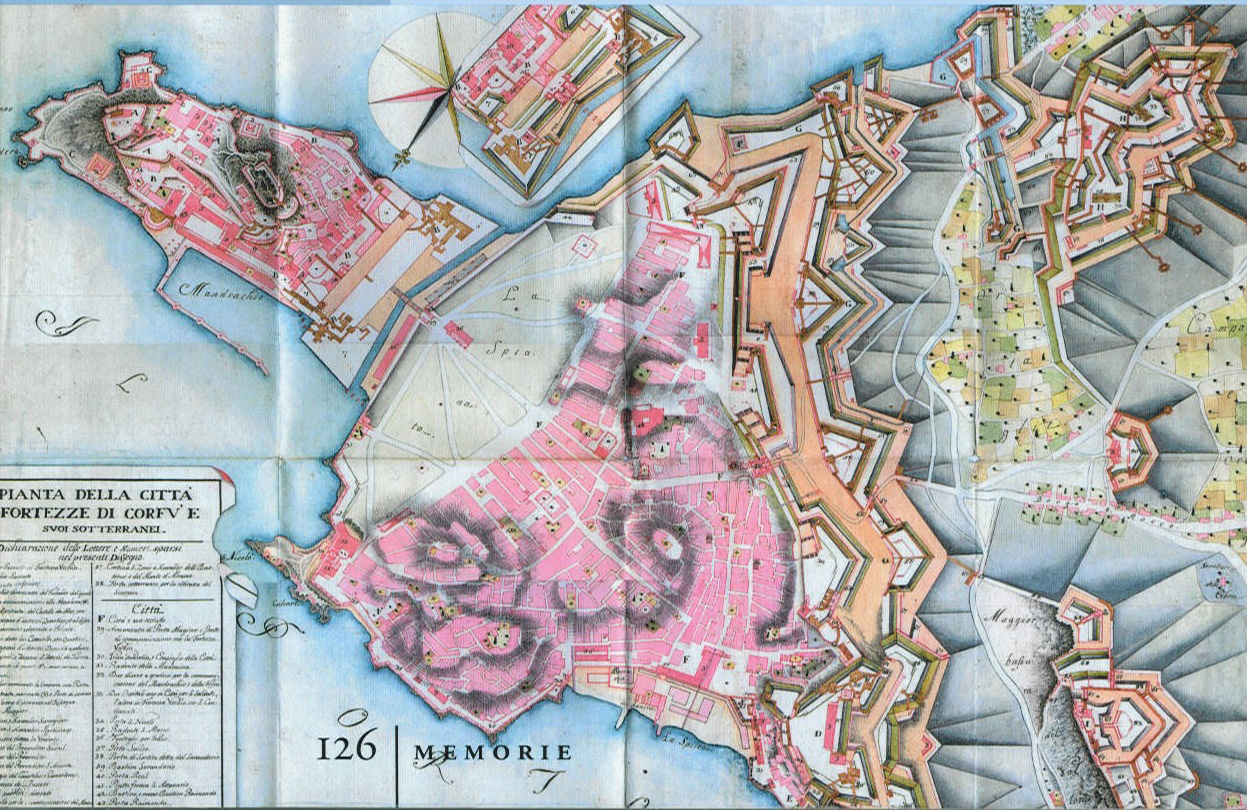
Layout das fortificações da cidade de Corfu, c. 1780

O cerco de Corfu (novembro de 1798 - março de 1799) foi uma operação militar de uma frota conjunta russa e turca contra as tropas francesas que ocupavam a ilha de Corfu.

## Antecedentes
Pelo Tratado de Campo Formio (novembro de 1797) e pela dissolução da República de Veneza, as Ilhas Jônicas foram cedidas à República Francesa, que ocupou Corfu como o departamento de Corcyre.
Em 1798, o almirante Fyodor Ushakov foi enviado ao Mediterrâneo no comando de um esquadrão conjunto russo-turco para apoiar a próxima expedição italiana e suíça do general Alexander Suvorov (1799-1800). Uma das principais tarefas de Ushakov era tomar as ilhas Jônicas estrategicamente importantes dos franceses. Em outubro de 1798, as guarnições francesas foram expulsas de Cythera, Zakynthos, Cephalonia e Lefkada. Restava tomar a maior e mais bem fortificada ilha do arquipélago, Corfu.

## Preparativos franceses
A cidade de Corfu está localizada na costa leste, na parte central da ilha, entre dois fortes:
- A Fortaleza Velha medieval, na ponta oriental da cidade, separada da cidade por um fosso artificial;
- A mais moderna Nova Fortaleza, um enorme complexo de fortificações que domina a parte nordeste da cidade.

Do novo ao antigo forte, um muro alto corria ao longo da costa. A cidade também foi coberta por bastiões em duas montanhas, Abraham e Salvatore, e o forte intermediário de San Rocco. Do mar, a cidade era protegida pela ilha bem fortificada de Vido, e a ilha menor de Lazaretto, duas milhas acima da costa, também foi reforçada pelos franceses.
As fortalezas não eram bem conservadas pelos venezianos e estavam em estado precário.  Das cerca de 500 peças de artilharia nas fortificações, apenas cerca de 150 podiam ser usadas. Os franceses também careciam de provisões, que tiveram que ser requisitadas às pressas da população local.  Além disso, as tropas francesas da Divisão do Levante, comandadas pelo general Louis Chabot, foram dispersas como guarnições entre as ilhas e os enclaves do continente, deixando apenas cerca de 1 500 homens para a defesa de Corfu. Tratava-se de uma força heterogênea das 6ª e 79ª semi-brigadas (regimentos), sapadores, marinheiros e artilheiros, bem como alguns voluntários e gendarmes locais.  Mensagens urgentes foram enviadas à Itália, pedindo reforços de 3 000 homens, suprimentos e munições, o governo local colocou nas mãos de uma comissão francesa e, em 22 de outubro, a população, cuja lealdade era duvidosa, foi desarmada. No porto estava um esquadrão francês de dois navios de linha, o Généreux de 74 canhões e o Leander de 54 canhões, a corveta Brune de 20 canhões, um navio-bomba, um brigue e quatro navios auxiliares.

## O cerco de Corfu
Em 4 de novembro de 1798, o esquadrão russo-turco de Ushakov, composto por três navios de linha, três fragatas e vários navios pequenos, iniciou o cerco de Corfu. Eles se juntaram pouco depois a um esquadrão turco e outro esquadrão russo sob o comando do capitão Dmitry Senyavin. Dadas as fortes fortificações da ilha e a falta de força para um desembarque, foi inicialmente decidido esperar por reforços turcos para uma força de desembarque. No entanto, no primeiro dia, os franceses abandonaram suas fortificações na ilha de Lazaretto, que os russos ocuparam imediatamente.
Em 13 de novembro, uma pequena força de russos desembarcou sem oposição e tomou o pequeno porto de Gouvia cerca de cinco milhas ao longo da costa. A partir de então, os russos começaram a construir baterias e bombardear os fortes franceses. Em dezembro, outro esquadrão russo, este sob o comando do contra-almirante Pavel Pustoshkin, aumentou as forças sitiantes. A frota combinada agora consistia em 12 navios de linha, 11 fragatas e muitos navios menores. Na noite de 26 de janeiro, o Généreux, com suas velas pintadas de preto, e o brigue escaparam do porto e navegaram para Ancona. Em fevereiro, cerca de 4 000 soldados otomanos chegaram e foi decidido fazer um desembarque na ilha de Vido - a chave para a defesa de Corfu - usando artilharia naval contra suas baterias costeiras.

### Captura de Vido
O ataque a Vido começou no início da manhã de 28 de fevereiro de 1799. Após um bombardeio de quatro horas por vários navios, todas as cinco baterias costeiras da ilha foram suprimidas. O Leander e o Brune tentaram intervir, mas foram danificados e forçados a recuar para a proteção das baterias de Corfu. A frota aliada então desembarcou mais de 2 000 homens em Vido e após uma batalha de duas horas a ilha foi tomada. Dos 800 homens que defendiam a ilha, 200 foram mortos e 400 foram feitos prisioneiros, incluindo o comandante da ilha, o brigadeiro-general Pivron. Cerca de 150 homens conseguiram nadar até Corfu. As perdas russas foram de 31 mortos e 100 feridos. Os otomanos perderam 180 mortos e feridos.

### Captura da cidade de Corfu
Após a queda de Vido, a chave para Corfu estava nas mãos de Ushakov. Em 1º de março, as baterias capturadas na ilha abriram fogo contra os fortes da cidade, apoiadas pelas baterias costeiras russas e alguns dos navios de guerra russos e turcos. As forças aliadas invadiram e capturaram os fortes periféricos de San Rocco, San Salvatore e San Abraham. Em 2 de março, Ushakov planejou atacar os fortes principais, mas pela manhã os franceses enviaram emissários para solicitar um armistício de quarenta e oito horas e, em 3 de março, eles se renderam.

## Consequências
A capitulação acordada entre franceses e russos foi honrosa, incluindo uma disposição para que as tropas francesas fossem transportadas para Toulon. Os navios franceses restantes no porto foram tomados pelos aliados, incluindo o Leander, que havia sido capturado da Marinha Real em 18 de agosto de 1798; os russos a devolveram aos britânicos.
O almirante Ushakov foi homenageado pelo imperador da Rússia com a estrela da Ordem de São Alexandre Nevsky e pelo sultão otomano com um chelengk, raramente concedido a não-muçulmanos. A captura de Corfu completou a aquisição russo-turca das Ilhas Jônicas, que foi de grande importância militar e política. As ilhas tornaram-se a República das Sete Ilhas, um protetorado temporário da Rússia e da Turquia, e por vários anos Corfu serviu como base para a frota russa do Mediterrâneo. A frota de Ushakov passou a apoiar o ataque aliado a Nápoles.